# 甲硒醇锂
甲硒醇锂是一种硒醇盐，化学式为CH3SeLi。

## 制备
甲硒醇锂可由甲硒醇和正丁基锂反应，或由甲基锂和硒在乙醚中反应得到。

## 性质
甲硒醇锂和2-溴乙烯基苯反应，得到2-甲硒基乙烯基苯。它也能和有机金属卤化物反应，如和环戊二烯三溴化钛反应，得到环戊二烯三(甲硒基)钛(IV)。
它也可在有机反应中引入其它基团，如搭配氰化碘，可引入硒氰基；搭配异丙基碘，可引入异丙硒基。